# Monophadnus monticola
Monophadnus monticola är en stekelart som först beskrevs av Hartig 1837.  Monophadnus monticola ingår i släktet Monophadnus, och familjen bladsteklar. Arten är reproducerande i Sverige.